# Ferdinand Hérold
Louis Joseph Ferdinand Hérold (París, 28 de enero de 1791 - 19 de enero de 1833) fue un compositor francés de música clásica de la primera mitad del siglo XIX, principalmente de óperas, apenas recordado hoy día. Su obra más reconocida fue Zampa, una ópera de 1831 que fue bastante representada (alcanzó la función número 1000 ya en 1870).

## Juventud y Prix de Rome
De origen alsaciano, Ferdinand Herold era hijo único de François-Joseph Hérold (1755-1802), pianista y compositor, y de Jeanne-Gabrielle Pascal. Uno de sus abuelos, Nicolas Hérold, también había  sido organista, por lo que creció en un ambiente musical. Entró en el pensionado Hix a la edad de seis años, y, en paralelo, siguió cursos de teoría musical con François-Joseph Fétis (futuro editor de «La Revue musicale»). A los siete años ya sabía tocar el piano y comenzó a componer.
Su padre se oponía a que hiciese una carrera musical pero su muerte en 1802, le permitió emprender ese proyecto con más realismo. Ingreso en el Conservatoire national de París en 1806, donde tuvo profesores de primera fila: su propio padrino, Louis Adam (padre del compositor Adolphe Adam), en piano; Charles Simon Catel, en armonía; Rodolphe Kreutzer, en violín; y Étienne Nicolas Méhul, en composición.
En 1810, ganó el primer premio de piano, con una pieza que él mismo había compuesto, lo que nunca había ocurrido hasta ese momento. Después de ganar el Prix de Rome de 1812, partió hacia Roma con los escultores François Rude y David d'Angers en 1813 . En primavera, compuso ya su Primera sinfonía.

### Primeras obras, primeros triunfos, primeros fracasos
En 1815 se fue a Nápoles para instalarse allí por razones de salud. Ahí compuso varias obras, entre ellas su Segunda sinfonía y tres cuartetos para instrumentos de cuerda. Su primera ópera, La Gioventù di Enrico Quinto [La jeunesse d’Henri V] fue representada en el Teatro del Fondo, bajo el seudónimo de Landriani. A pesar de que los compositores franceses eran generalmente mal recibidos, tuvo éxito del público pero no el de los compositores napolitanos. Murat le comprometió incluso para enseñar piano a sus hijas, aunque antes de ello debió dejar Italia. Estuvo en Austria, donde Metternich lo empleó algunos meses, en Múnich y en Suiza, para luego regresar a París.
En ese momento adquirió celebridad gracias a una ópera escrita en colaboración con Boïeldieu, Charles de France (1816). También conoció el éxito ese mismo año con una segunda ópera, Les Rosières, dedicada a su amigo y profesor Méhul. Aunque La clochette (1817) fue también un éxito, ese no fue el caso de las óperas siguientes Premier venu y Les troqueurs (1819). Una mala elección de los libretos comprometió también L’amour platonique y L’auteur mort et vivant. Hérold, decepcionado, decidió entonces abandonar la ópera.
En 1821, se empleó como asistente en el Théâtre italien y viajó a Italia para reclutar cantantes. Recuperó la salud y la inspiración. Regresó a la escena con una nueva ópera Le Muletier (1823) según un libreto de Paul de Kock, Lasthénie y profesó admiración por España después de la victoria francesa de Trocadéro, para presentar Vendôme en Espagne, en colaboración con Daniel Auber (1823). En 1824, el Opéra comique le encargó Le roi René. Continuó mientras tanto trabajando para el Théâtre italien donde llegó a ser maestro de coro (1826).

## La madurez

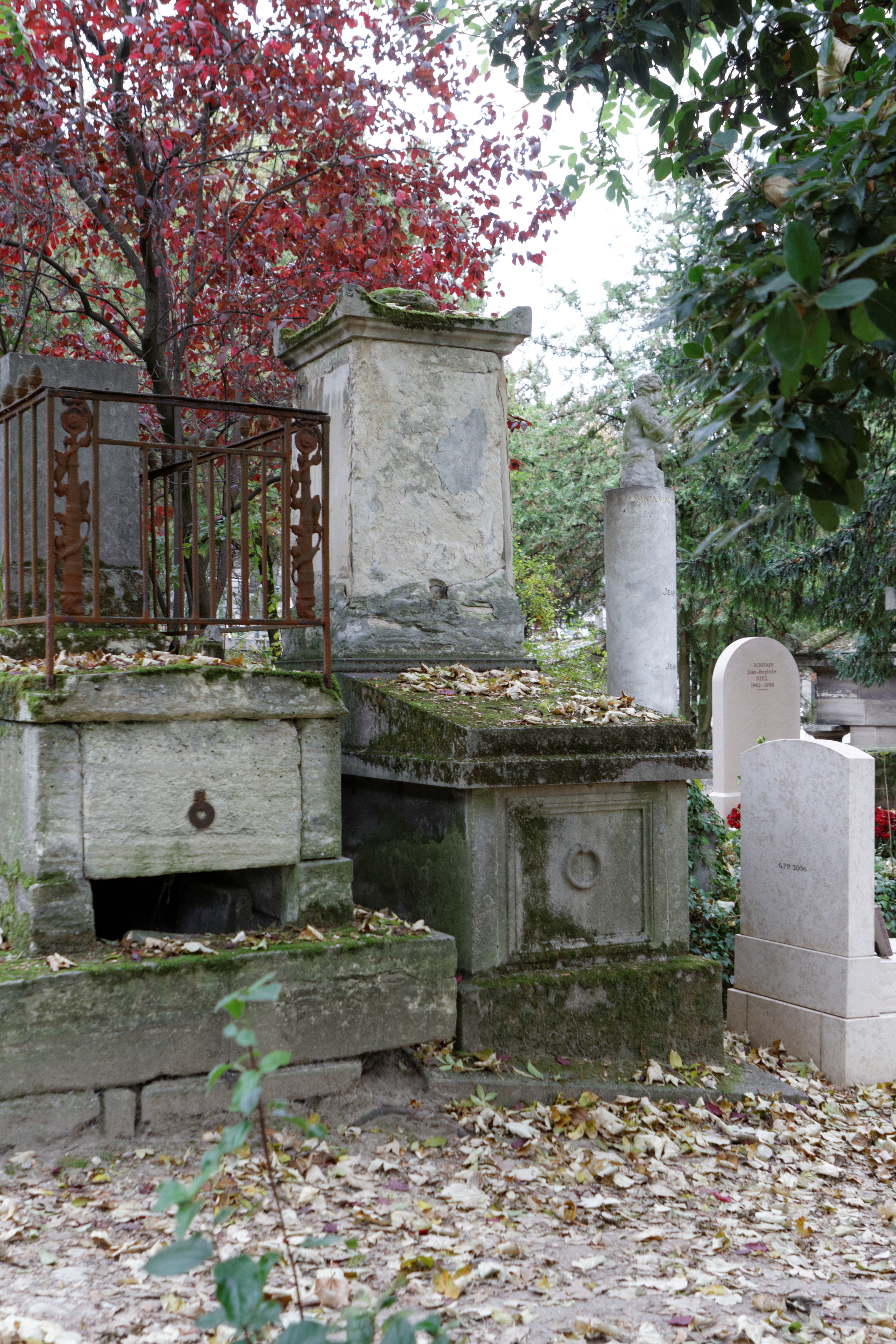
Vista de la tumba de Ferdinand Hérold, en el cementerio de Père-Lachaise, en París, Francia.

Herold escribió siempre mucho y alternó fracasos —Le lapin blanc (1825), L’illusion (1829)— y éxitos —Marie (1826), Emmeline (1830). Fue también empleado en la Opéra Garnier y nombrado «chevalier» de la Légion d’honneur (1828).
En 1827 se casó con la señorita Rollot (1806-1861) y en 1828 tuvieron un hijo, Ferdinand Herold (1828-1882), futuro prefecto de la Seine.
El 3 de mayo de 1831 se estrenó su más célebre ópera, Zampa, que fue un triunfo en Francia y Alemania, donde todavía se representa a veces. Después de colaborar en La marquise de Brinvilliers (con Boïeldieu y Auber, entre otros) y escribir La Médecine sans médecin (1832), compuso la que es sin duda hoy su obra más conocida, Le pré aux clercs (1832), de la que ya en 1871 se representó la función número mil. Un mes después del estreno, en enero de 1833, Herold murió de tuberculosis. Fue enterrado en el Père Lachaise. Dejó una ópera inacabada, Ludovic, que fue terminada por Halévy.
La rue d’Argout de París, donde estaba su casa natal (10, rue Herold en el 1.er arr.) lleva su nombre desde 1881.

## Obras

### Óperas
- 1815: La gioventù di Enrico quinto.
- 1816: Charles de France ou Amour et gloire (avec Boïeldieu).
- 1816-1817: Corinne au Capitole.
- 1817: Les rosières.
- 1817: La clochette ou Le diable page.
- 1818: Le premier venu ou Six lieues de chemin.
- 1819: Les troqueurs.
- 1819: L'amour platonique.
- 1820: L'auteur mort et vivant.
- 1823: Le muletier.
- 1823: Vendôme en Espagne (avec Auber).
- 1825: Le lapin blanc.
- 1826: Almédon ou le monde renversé, renommé Marie.
- 1829: L'Illusion.
- 1829: Emmeline.
- 1830: L'auberge d'Auray.
- 1831: Zampa ou La fiancée de marbre.
- 1831: La marquise de Brinvilliers (con Auber, Batton, Berton, Blangini, Boïeldieu, Carafa, Cherubini y Paer).
- 1832: La médecine sans médecin.
- 1832: Le pré aux clercs.
- 1833: Ludovic (completada por Halévy).

### Ballets
- 1827: Astolphe et Joconde ou Les Coureurs d'aventures.
- 1827: La Somnambule ou L'Arrivée d'un nouveau seigneur.
- 1828: La fille mal gardée.
- 1828: Lydie.
- 1829: La Belle au bois dormant.
- 1830: La Noce de village.

### Otras
- 1812: La duchesse de La Vallière ou Mme. de Lavallière (que le valió el Prix de Rome).
- 1813: Symphonie n° 1 en do majeur.
- 1814: Trois quatuors pour instruments à cordes.
- 1815: Symphonie n° 2 en ré majeur.

Herold también compuso 3 conciertos, 6 sonatas y 57 composiciones para piano.